# Helligkeitskatalog
Als Helligkeitskataloge werden in der Astronomie spezielle Sternkataloge bezeichnet, in denen – im Gegensatz zu den Positionskatalogen – die scheinbaren Helligkeiten der enthaltenen Sterne der wesentliche Inhalt sind; die Positionen (Sternörter) sind nur zur Identifikation der Sterne vonnöten.
Die Messung der Helligkeiten erfolgt mit den Methoden der Fotometrie. Man unterscheidet heute fotografische, fotovisuelle und fotoelektrische Methoden, während bis ins späte 19. Jahrhundert überwiegend visuell gemessen wurde. Ab der Mitte des 19. Jahrhunderts wurden verschiedene Arten von Fotometern entwickelt, welche die bis dahin übliche Argelandersche Stufenschätzung (nach Friedrich Wilhelm August Argelander) ersetzten.
Bei allen Methoden, auch den heutigen, werden Helligkeitsdifferenzen gemessen, die anhand bekannter Standardsterne in ein einheitliches System zu bringen sind.
Die wichtigsten fotometrischen Kataloge sind daher jene von genau eingemessenen Standardsternen. Zahlreiche Observatorien haben sich zwischen etwa 1870 und 1900 mit der Erstellung solcher Kataloge befasst, darunter in Mitteleuropa die Sternwarten von Göttingen, Hamburg, Leipzig, Wien und Lemberg, in den USA vor allem das Yerkes- und das Harvard Observatory. Daraus entstanden umfangreiche Kataloge wie die Göttinger Aktinometrie sowie die Yerkes- und Harvard Photovisual Photometry mit je etwa 3.000 Sternen. Für Zwecke der Eichung wurde daraus eine Auswahl besonders genau fotometrierter Sterne im Umkreis des nördlichen Himmelspols gegen 1900 zur Nordpolarfolge (NPS) bzw. zur Harvard-Polsequenz (HP) extrahiert, aus denen 1922 die Internationale Polsequenz (IPS) entstand. Auf deren System wurden im Laufe der Zeit alle anderen – insgesamt über 100 – Helligkeitskataloge reduziert.
Die Gesamtheit dieser von Sternwarten erstellten Datensammlungen umfasst heute über 500.000 Sterne, wozu noch jene etwas weniger genauen der Astrometriesatelliten HIPPARCOS (1990–93) und GAIA (ab 2015) kommen. Die bis in die 1960er Jahre zur Eichung verwendete IPS wurde inzwischen durch noch genauere und über den ganzen Himmel verteilte Eichfelder ergänzt.